# غاري تشانغ
غاري تشانغ (بالإنجليزية: Gary Chang)‏ هو ملحن أمريكي، ولد في 22 فبراير 1953 في منيابولس في الولايات المتحدة.

## وصلات خارجية
- غاري تشانغ على موقع IMDb (الإنجليزية)
- غاري تشانغ على موقع ميوزك برينز (الإنجليزية)
- غاري تشانغ على موقع ديسكوغز (الإنجليزية)
- غاري تشانغ على موقع قاعدة بيانات الفيلم (الإنجليزية)